# Jenny
Jennifer "Jenny" Serrano (n. 1984, Mieres⁠(d), Asturia, Spania) este o cântăreață din Spania ce și-a reprezentat țara la ediția din 2006 a concursului Eurovision.